# 402
Cette page concerne l'année 402  du calendrier julien. Pour l'année 402 av. J.-C., voir 402 av. J.-C. Pour le nombre 402, voir 402 (nombre).
L'année 402 est une année commune qui commence un mercredi.

## Événements
- 11 janvier : Théodose le Jeune, fils d'Arcadius, est proclamé Auguste[1].
- Fin février : Stilicon, après avoir combattu avec succès pendant l'hiver les Vandales et autres Barbares conduits par Radagaise en Rhétie et en Norique, descend en Italie pour débloquer Milan ; Alaric abandonne le siège d'Hasta (Asti) où s'est réfugié Honorius, puis se rend à Pollentia sur la rivière Tanarus où il décide d'attendre les troupes romaines de Stilicon lancées à sa poursuite[2].
- 6 avril, Pâques : les Wisigoths d’Alaric Ier sont battus par Stilicon à la bataille de Pollentia, qui n'est cependant pas décisive ; Alaric, dont la famille a été capturée, se retire sur l’Apennin[3]. Des négociations s'ouvrent, et au terme d'un accord dont nous ne connaissons pas les modalités, Alaric accepte de quitter l'Italie[2].
- Été ou automne : pour échapper à la menace des Wisigoths, la cour impériale d'Occident est déplacée de Milan à Ravenne, un site plus facile à défendre. Cette même année, les fortifications de Rome sont restaurées[2].
- 10 septembre : dernière loi du Code de Théodose datée de Milan[4].
- 6 décembre : première loi datée de Ravenne[4].
- Les Ruanruan, dirigés par Shelun (en) (Chö-louen), après avoir vaincu les Gaoju Dingling (en) (Kao-kiu Ting-ling) vers Kobdo, reconstituent un empire nomade de la Corée à l’Irtych (407). Le souverain Wei du Nord Daowudi (en) rejette le khagan Chö-louen loin de la grande boucle du fleuve Jaune[5].

## Décès en 402
- Quintus Aurelius Symmaque, homme politique et écrivain latin.